# 美瑛町立美馬牛小学校
美瑛町立美馬牛小学校（びえいちょうりつ びばうししょうがっこう）は、北海道上川郡美瑛町美馬牛南2丁目にある公立小学校。
校舎に三角屋根の塔があることで知られる。

## 沿革
- 1910年（明治43年）4月 - 岩本農場の一部に美瑛小学校付属特別教授所として開設。
- 1911年（明治44年）4月 - 美馬牛教育所と改称。
- 1917年（大正6年）4月 - 美馬牛尋常小学校と改称。
- 1941年（昭和16年）4月 - 国民学校令により、美馬牛国民学校と改称。
- 1947年（昭和22年）4月 - 学制改革により、美瑛町立美馬牛小学校と改称。
- 1956年（昭和31年）11月 - 美馬牛小学校（旧）を新築（教室6、職員室その他）。
- 1957年（昭和32年）4月 - 美馬牛小学校（旧）と新星小学校が統合し、美馬牛小学校（新）として発足。
- 1963年（昭和38年）11月 - 校旗・校歌制定。
- 1966年（昭和41年）11月 - 開校10周年記念式典挙行。
- 1971年（昭和46年）7月 - 美馬牛地区学校プール開設。
- 1976年（昭和51年）11月 - 開校20周年記念式典挙行。
- 1977年（昭和52年）9月 - アスレチックス施設・すずらん園・テニスコ－ト2面完成。
- 1983年（昭和58年）5月 - 新すずらん園造成。
- 1984年（昭和59年）12月 - 三角屋根の塔のある新校舎落成し、愛の鐘設置。
- 1986年（昭和61年）11月 - 開校30周年記念式典挙行し、公開研究会開催。子供像・石碑設置し、前庭舗装。
- 1987年（昭和62年）4月 - アスレチックス内に滑り台とシーソー設置。
- 1989年（平成元年）4月 - 校舎裏側に芝生造成。
- 1990年（平成2年）4月 -  二股小学校を統合。『わんぱくランド』造成開始。
- 1992年（平成4年）4月 - 『わんぱくランド』植樹（約60本）、シンボルタワー設置。
- 1993年（平成5年）9月 - グラウンド全面改修及び物置新築。
- 2006年（平成18年）12月 - 開校50周年記念式典挙行。
- 2011年（平成23年）9月 - PTA製作による新アスレチック遊具（にこまる）完成。
- 2017年（平成29年）7月 - 玄関スロープ設置、六連鉄棒更新。
- 2018年（平成30年）10月 - 滑り台設置。
- 2019年（令和元年）9月 - ジャングルジム更新し、シーソー新設。
- 2020年（令和2年）9月 - うんてい更新。新型コロナウイルス感染症対策よる環境整備。
- 2021年（令和3年）4月 - 児童用1人1台端末運用開始。

## 交通
- JR北海道富良野線美馬牛駅から、道道824号沿いにある校門まで、徒歩約1.05km・約16分（本校校舎から美馬牛駅舎まで約660mだが、道路と学校敷地との関係で約1.5倍の距離となる）。

## 三角屋根の塔
校舎建て替えの際、子供たちや地域の人たちが「トンガリ帽子のような建物にしよう」とアイデアを出し、この塔ができたといわれる。その教会を思わせるような塔が、周囲のヨーロッパ風の丘の景観によく合い、好んで風景写真家の被写体とされる。特に風景写真家・前田真三の作品に多く登場し、1991年にはこの塔を題材にした写真集『塔のある丘』が刊行された。また、同じ美瑛町内にある前田真三の写真ギャラリー「拓真館」と共に、「北海道街づくり100選」にも選ばれた。現在でも観光客に人気の撮影スポットとなっているが、撮影に当たっては、授業や学校生活の支障にならぬよう配慮する必要がある。同小学校では観光客に向けて次のような注意を行っている。
- 校舎内への立ち入りや校地内への車両の乗り入れはできません。
- 放課後の時間帯（14時から16時まで）は、グラウンドなどが児童の活動の場となりますので観光はご遠慮ください。
- 遊具を使用したり、校地内での飲食はできません。
- 校舎周辺をうろついたり、窓から校舎内をのぞいたりしないでください。
- 児童に近づいて話かけたり、児童の写真を撮影したりしないでください。
- その他、学習の妨げとなる行為をしないでください。
- 撮影の際は、小学校の塔をポイントに、丘の景色を交えて遠くからがお勧めです。（新栄の丘等）

## 学校周辺
- 美馬牛新星神社
- 北海道道824号美沢美馬牛線